# 岡新之助タフォキタウ
岡 新之助タフォキタウ（おか しんのすけタフォキタウ、OKA Shinnosuke Tafokitau、1994年6月11日 - ）は、ラグビーユニオン選手。ジャパンラグビーリーグワンの日本製鉄釜石シーウェイブスに所属している。

## 経歴
岡山県出身。父親はトンガ人、母親は日本人。小学2年生からラグビーを始めた。
トンガ高校卒業後の2014年、大東文化大学に入る。U20トンガ代表に選ばれた。
2017年11月19日に行われたリポビタンDツアー日本代表戦にて途中出場でトンガ代表初キャップを獲得した。
2018年、大東文化大学卒業後、NECグリーンロケッツ(現・NECグリーンロケッツ東葛)に加入。
2019年、日立製作所サンネクサスに加入。
2020年、クリーンファイターズ山梨に加入。
2022年6月、トンガサムライXVスコッドに選ばれ、チャリティーマッチに出場した。
2022年11月11日、ジャパンラグビーリーグワンの東京サントリーサンゴリアスへ加入。
2025年2月14日から5月まで、2024-25シーズン限りで、古巣であるNECグリーンロケッツ東葛へ期限付き移籍。
2025年6月、東京サントリーサンゴリアスを退団した。
2025年7月、日本製鉄釜石シーウェイブスに加入。